# Helictotrichon elongatum
Helictotrichon elongatum är en gräsart som först beskrevs av Ferdinand von Hochstetter och Achille Richard, och fick sitt nu gällande namn av Charles Edward Hubbard. Helictotrichon elongatum ingår i släktet Helictotrichon och familjen gräs. Inga underarter finns listade i Catalogue of Life.